# Andrew Jackson Hamilton

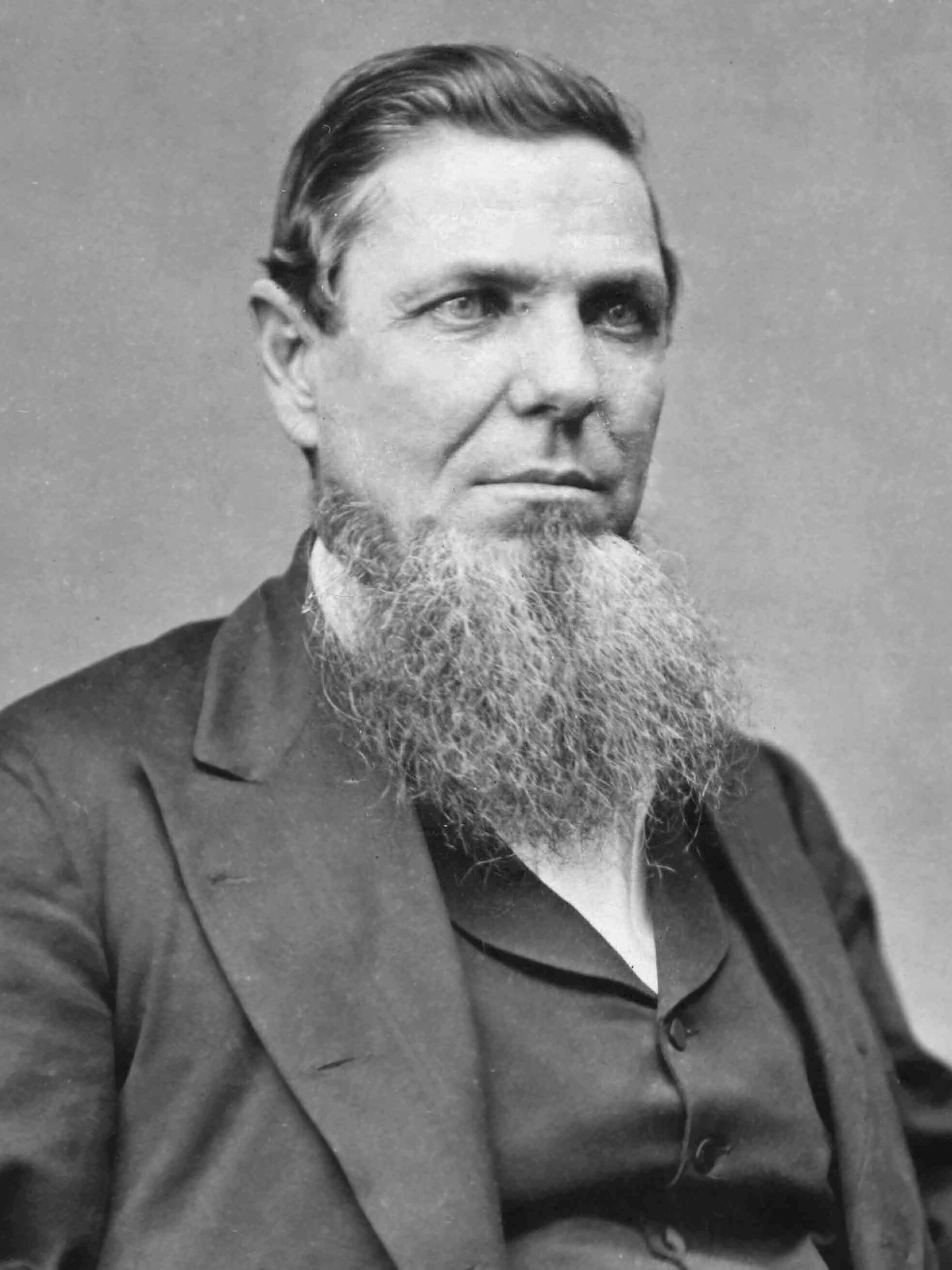
Andrew Jackson Hamilton

Andrew Jackson Hamilton (* 28. Januar 1815 in Huntsville, Alabama; † 11. April 1875 in Austin, Texas) war ein US-amerikanischer Politiker und der 12. Gouverneur von Texas.
Hamilton wurde als Sohn von James und Jane (Bayless) Hamilton geboren. Nach seinem Jura-Studium und seiner Zulassung als Anwalt zog er 1846 nach La Grange in Texas und eröffnete dort eine Anwaltskanzlei. Vier Jahre später wurde er Attorney General von Texas und im folgenden Jahr in das Repräsentantenhaus von Texas gewählt. 1858 wurde er für Texas Abgeordneter im Repräsentantenhaus der Vereinigten Staaten.
Während des Bürgerkrieges stand Hamilton auf der Seite der Unionsarmee und wurde 1862 von Abraham Lincoln zum Militärgouverneur von Texas ernannt. Nach dem Krieg berief ihn US-Präsident Andrew Johnson zum provisorischen Gouverneur von Texas, was er die nächsten 14 Monate blieb. 1865 wurde er als ordentlicher Gouverneur Nachfolger von Fletcher Stockdale und blieb im Amt bis 1866; er wurde danach Richter am Supreme Court of Texas. Sein Nachfolger wurde James W. Throckmorton. 1869 wurde er von den Demokraten nochmals als Kandidat aufgestellt, verlor aber die Wahl.
Nach dieser Niederlage zog er sich aus der Öffentlichkeit zurück, arbeitete weiterhin als Anwalt und auf seiner Farm, bis er 1875 an Tuberkulose starb.